# Tosia Altman
Pour les articles homonymes, voir Altman.
Tosia « Taube » Altman (1918-1943) est une polonaise juive engagée dans la résistance du ghetto de Varsovie aux côtés de Mordechai Anielewicz durant la Seconde Guerre mondiale. Elle est surtout connue pour avoir fait entrer des armes, de la nourriture et des objets de première utilité dans le ghetto.

## Biographie
Née le 24 août 1918 à Włocławek, elle est la fille de Anka et Gustav Altman, un couple sioniste qui tient un magasin de bijoux et de montres dans la ville. Parlant polonais et hébreu, elle fait partie du mouvement de jeunesse Hashomer Hatzaïr depuis l'âge de 13 ans, qui la pousse à rejoindre un hakhsharah kibboutz à Częstochowa en 1938 mais elle est finalement placée à la tête de l'éducation des plus jeunes à Varsovie, repoussant alors son aliyah.
Lors de l'invasion de la Pologne en septembre 1939, elle fuit à pied Varsovie pour Rivne (aujourd'hui en Ukraine) pour échapper à l'avancée allemande. Lors de l'invasion de l'est de la Pologne par l'Union soviétique quelques semaines plus tard, elle part pour Vilna, alors encore inoccupée. De là, elle se rassemble avec d'autres membres de Hashomer Hatzaïr pour tenter de passer en Palestine mandataire, sans succès pour elle-même. Elle réussit quand même à y envoyer quelques membres du groupe.
Hachomer Hatzaïr décide de la renvoyer dans le Gouvernement général de Pologne (la partie de la Pologne occupée par l'Allemagne nazie) pour tenter de reconstruire clandestinement le mouvement. Voyageant à travers tout le Gouvernement général, elle monte des groupes de résistance dans plusieurs villes, et réorganise les cours clandestins et les activités sociales. Grâce à de faux papiers et à son polonais parfait (à cette époque, de nombreux Juifs parlent polonais avec un accent, ce qui les empêche de passer inaperçus), elle envoie des colis de nourritures de l'extérieur à sa famille et ses amis parqués dans le ghetto. À l'époque, les courriers juifs sont en grande majorité des femmes, les hommes pouvant être trahis par leur circoncision.
Apprenant les rumeurs concernant les massacres de juifs en Ukraine, Serbie et Lituanie, elle repart clandestinement vers Vilna et arrive le 24 décembre 1941. Après être entrée dans le ghetto de Vilnius avec Haika Grossman lors du réveillon de Noël, elle découvre la vérité sur les massacres et rentre à Varsovie avec l'ordre de se battre. Elle continue ses voyages entre les différents ghettos de Pologne pour aider les groupes de résistance à se monter. Vivant du côté aryen, elle aide des Juifs à sortir des ghettos et à se cacher du côté polonais.
Lorsque l'Organisation juive de combat Żydowska Organizacja Bojowa (ŻOB) se crée, Tosia Altman est envoyée du côté aryen pour prendre contact avec l'Armia Krajowa et l'Armia Ludowa afin d'obtenir des armes et du soutien de leur part. L'Armia Krajowa ne reconnait le ŻOB qu'en octobre 1942 et ne commence à leur fournir des armes qu'en décembre.
Le 18 janvier 1943, elle retourne dans le ghetto de Varsovie alors que l'Aktion allemande a débuté. Un groupe de résistants, dont Altman et Mordechaj Anielewicz, attaque des soldats allemands mais Tosia Altman est capturée. Emmenée sur l'Umschlagplatz, elle est sauvée par un membre de la police juive. La résistance a en partie fonctionné, les Allemands n'ayant pu déporter que 5 000 sur les 8 000 Juifs prévus pour ce convoi.
Le 18 avril, elle emménage dans le bunker au numéro 18 de la rue Miła, d'où elle sort régulièrement pour des missions de courrier et d'aide aux blessés coincés dans les décombres du ghetto.
Tosia Altman est l'une des rares survivantes de l'attaque du bunker de la rue Miła le 8 mai 1943, où Mordechaj Anielewicz meurt. Elle réussit à en sortir malgré ses blessures et le gaz inhalé. Elle est récupérée avec d'autres résistants par Zivia Lubetkin et cachée du côté aryen, dans une fabrique de celluloïd abandonnée. Le 24 mai, la fabrique prend feu accidentellement et elle est gravement brûlée. Capturée par les Polonais, remise aux Allemands, elle meurt probablement le 26 mai sans avoir reçu de soins,.

## Hommages
Des survivants d'Hachomer Hatzaïr émigrent en Palestine mandataire en 1945 et nomment leur kibboutz Tosia Altman en son honneur,.

## Dans la culture populaire
- Son rôle est interprété par Leelee Sobieski dans 1943 l'ultime révolte[14].